# Centralwerkstätte München
Die Centralwerkstätte München war ein Eisenbahnausbesserungswerk in der bayerischen Landeshauptstadt München. Sie befand sich westlich des Münchener Hauptbahnhofs im Stadtteil Neuhausen. Die Centralwerkstätte wurde von 1871 bis 1874 durch die Königlich Bayerischen Staatseisenbahnen in Betrieb genommen und bis 1900 schrittweise erweitert. Ab 1920 wurde sie als Hauptwerkstätte München und ab 1923 als Reichsbahnausbesserungswerk München bezeichnet. Von 1927 bis 1931 wurde das Werk durch die Ausbesserungswerke München-Freimann und Neuaubing ersetzt und seine Gebäude ab 1938 abgebrochen.

## Lage
Das Ausbesserungswerk befand sich im westlichen Gleisfeld des Münchner Hauptbahnhofs, etwa zwei Kilometer westlich der Haupthalle. Es stand nördlich der Verbindung vom Hauptbahnhof zum Bahnhof Pasing, die an dieser Stelle seit 1892 aus fünf zweigleisigen Strecken gebildet wird. Auf Höhe des Werks trennen sich die Bahnstrecken nach Lenggries und nach Rosenheim von den Gleisen nach Pasing. Das Ausbesserungswerk stand dem südlich der Gleise befindlichen Bahnbetriebswerk München Hbf, der vormaligen Betriebswerkstätte München, direkt gegenüber. Bis zu ihrer Verlegung 1892 zweigte östlich des Werks die Bahnstrecke München–Regensburg von den übrigen Streckengleisen ab und verlief nördlich des Werksgeländes. Das Gelände des Ausbesserungswerks erstreckte sich im letzten Ausbauzustand zwischen der Donnersbergerbrücke im Osten und der Friedenheimer Brücke im Westen und war somit etwa einen Kilometer lang und bis zu 300 Meter breit. Im Norden grenzte das Werk an die Richelstraße und den Birketweg.
Unter der Donnersbergerbrücke befand sich an den Gleisen der Vorortbahn ab dem 1. September 1895 der Haltepunkt München Centralwerkstätte. 1920 erhielt er den Namen München Hauptwerkstätte, den er noch lange nach der Stilllegung des Ausbesserungswerks behielt. Erst 1971 wurde er im Zuge des Streckenausbaus für die S-Bahn München in München Donnersbergerbrücke umbenannt.

## Geschichte

### Errichtung und Inbetriebnahme
Nach der Eröffnung der ersten Eisenbahnen in München führten die Königlich Bayerischen Staatseisenbahnen Ausbesserungsarbeiten an den Fahrzeugen zunächst in den Lokomotivremisen am Centralbahnhof durch. Größere Reparaturen fanden hingegen in den Fabriken der Hersteller statt. Aufgrund des wachsenden Eisenbahnnetzes war jedoch bald die Errichtung eigener Werkstätten für größere Unterhaltungsarbeiten und Revisionen notwendig. Von 1846 bis 1847 errichteten die Bayerischen Staatseisenbahnen daraufhin am Münchner Centralbahnhof direkt östlich der Lokomotivremise ein Werkstattgebäude für größere Instandhaltungsarbeiten mit zehn Arbeitsständen und einer Schiebebühne, das als Bezirkswerkstätte bezeichnet wurde. Bis 1870 wurden in Bayern fünf staatliche Bezirkswerkstätten eingerichtet.
1865 begannen die Planungen zur Zentralisierung der verschiedenen bayerischen Werkstätten. 1867 beschloss das Ministerium für Handel und öffentliche Arbeiten in Bayern die Errichtung von Centralwerkstätten in München und Nürnberg, die der Generaldirektion der bayerischen Staatsbahn direkt unterstellt wurden. Die Centralwerkstätte in München wurde gemeinsam mit der Erweiterung des Centralbahnhofs projektiert und sollte gegenüber der 1867 bis 1868 eröffneten Betriebswerkstätte München etwa zwei Kilometer westlich des Centralbahnhofs entstehen. Das Werk wurde dabei von Beginn an sehr großzügig geplant und der Standort so gewählt, dass spätere Erweiterungen hier problemlos möglich waren. Anfang 1868 wurden die Planungsunterlagen dem Bayerischen Landtag vorgelegt, der zum 16. Mai 1868 die Zahlung von 1.093.000 Gulden (etwa 1,9 Millionen Mark) für Grundwerwerb und Errichtung der Münchner Werkstätte bewilligte. 
1869 begannen die Bauarbeiten an der Centralwerkstätte. Noch im selben Jahr lieferte die Maschinenbau-AG Nürnberg zwei Dampfmaschinen für die Kesselhäuser des Werks. Ab dem 1. Januar 1871 wurden die Anlagen der Centralwerkstätte schrittweise nach ihrer jeweiligen Vollendung in Betrieb genommen. Dabei brannte 1872 die Wagenlackiererei vollständig ab und musste neu errichtet werden. 1874 war der erste Bauabschnitt des Werks fertiggestellt. Um den Arbeitern der Werkstätte einen Zugang von Süden zu ermöglichen, entstand 1874 an der Stelle der heutigen Donnersbergerbrücke im Osten des Werks ein eiserner Steg über die Gleisanlagen.

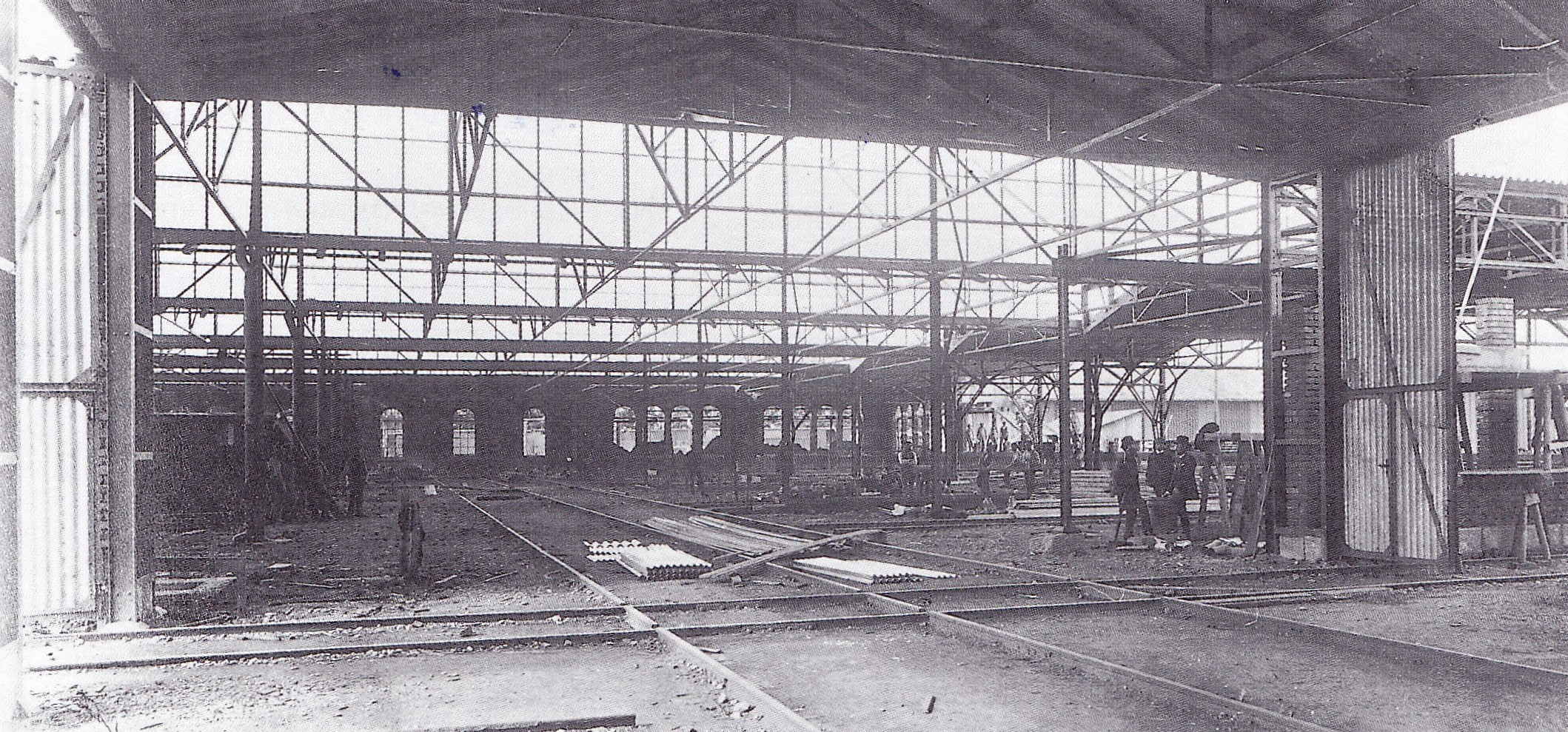
Wagenmontierungsgebäude am 8. Juni 1887

Die Hauptgebäude des 1874 fertiggestellten Werks waren als U-förmiger Komplex angelegt. Jeweils senkrecht zu den Streckengleisen vom Centralbahnhof nach Pasing ausgerichtet, stand im Osten die Lokomotivmontierung und im Westen die Wagenmontierung, die mit jeweils 30 Arbeitsständen ausgestattet waren. Die beiden Gebäude verfügten jeweils über eine mittige Schiebebühne, von der aus die auf beiden Seiten gelegenen Arbeitsgleise erreicht werden konnten. Die beiden Schiebebühnen erstreckten sich nach Norden weiter ins Freigelände und erschlossen die dortigen Abstellgleise. Zwischen der Wagenmontierung und der Lokomotivmontierung befand sich im Süden als drittes Gebäude des Komplexes die Dreherei. An beiden Enden des Mittelbaus schloss sich jeweils ein Kesselhaus mit Dampfmaschine an, nördlich davon stand die Schmiede. Westlich der Wagenmontierung lagen Abstellgleise und das Gebäude der Lackiererei mit einer dazwischen gelegenen Schiebebühne. Über das gesamte Werksgelände waren zudem weitere Magazine verteilt. Neben den Schiebebühnen erfolgte die Verbindung zwischen den verschiedenen Werksgleisen größtenteils über Drehscheiben, es wurden nur wenige Weichen verbaut. Südlich von Lokomotivmontierung, Dreherei und Wagenmontierung lagen parallel zu den Streckengleisen jeweils ein Einfahrts-, Hinterstellungs-, Ausfahrts- und Maschinengleis, die in Richtung Osten an die Gleisanlagen des Centralbahnhofs angebunden waren. Das Werk erstreckte sich 1875 auf einer Fläche von 14,4 Hektar, von denen 2,4 Hektar überbaut waren. Die Freigleise der Centralwerkstätte waren insgesamt 13 Kilometer lang.

### Aufbauphase der Centralwerkstätte

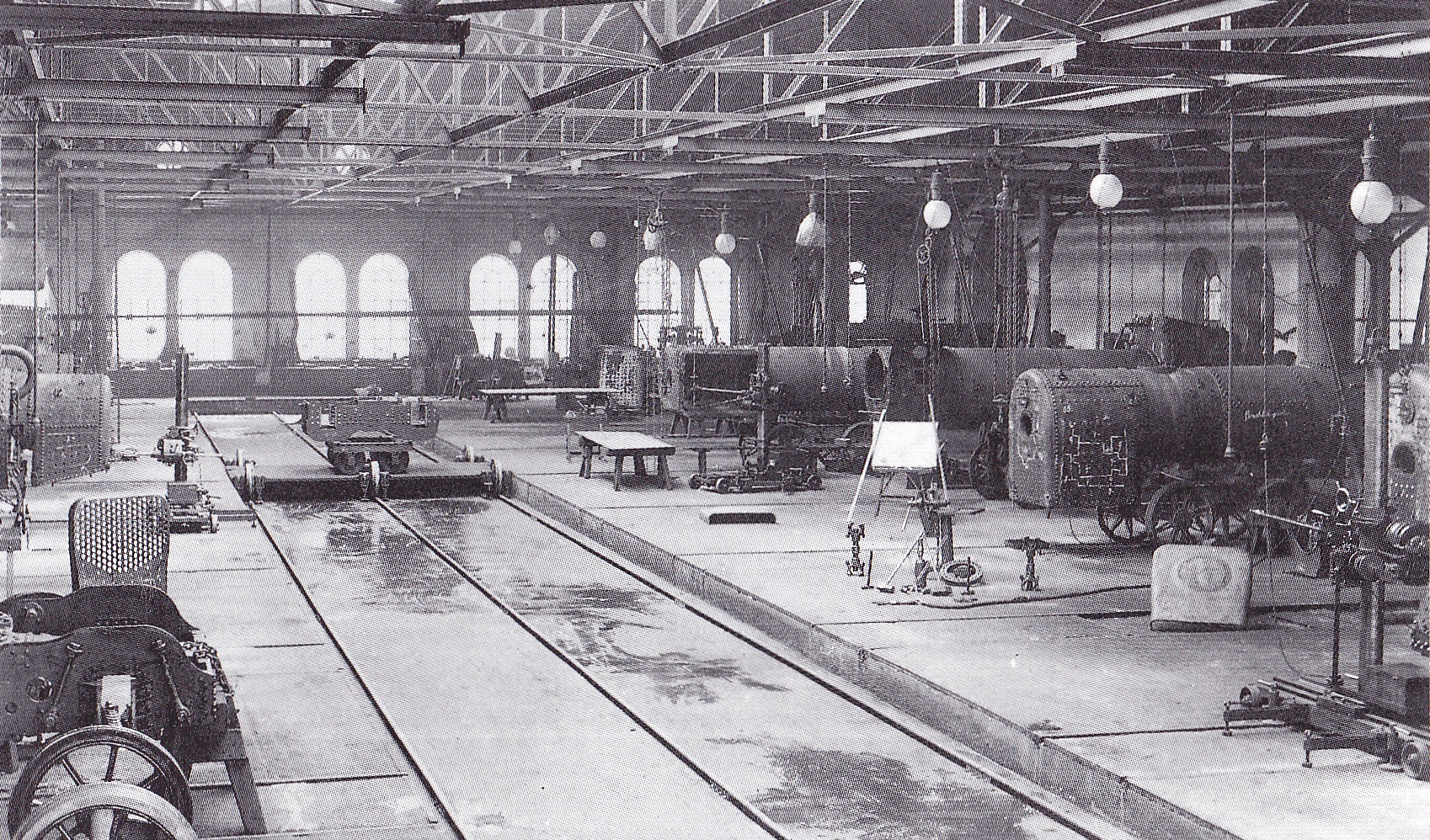
Kesselschmiede von 1877

Trotz der großzügig geplanten Werksanlagen war bereits 1877 die erste Erweiterung des Werks notwendig. Auf dem bisherigen Freigelände im Norden des Werks wurden 1877 zwischen den Schiebebühnen von Lokomotiv- und Wagenmontierung eine Kesselschmiede mit 20 Ständen, eine Räderdreherei und Kohlenmagazine errichtet. In der Kesselschmiede und westlich der Räderdreherei entstanden zwei weitere Schiebebühnen. 1885 errichteten die Bayerischen Staatsbahnen über der Schiebebühne der Wagenmontierung eine zweite Wagenwerkstätte mit 23 Ständen, die sich nördlich an das bisherige Gebäude anschloss. Das im Westen des Werks gelegene Gebäude der Wagenlackiererei wurde im Zuge des weiteren Ausbaus nach Norden erweitert. Nördlich der Gebäude wurden an der Richelstraße weitere Abstellgleise angelegt, die über die nach Norden verlängerte Schiebebühne der Wagenlackierei erschlossen wurden.

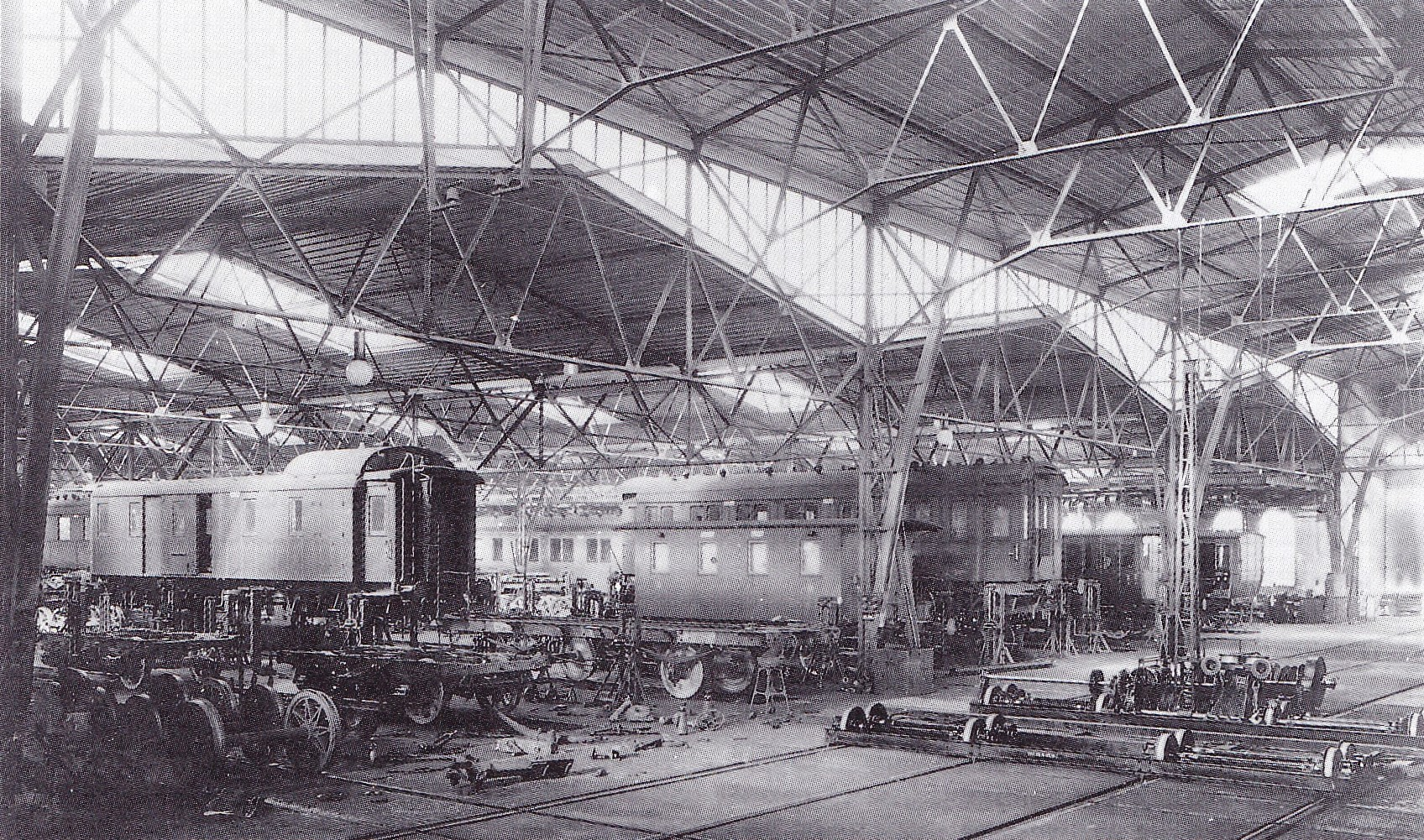
Dritte Wagenwerkstätte von 1893

Von 1890 bis 1893 wurde das Werk in Richtung Westen auf das Gelände einer ehemaligen Kiesgrube bis zum Hirschgarten ausgedehnt. Dabei entstand bis 1893 eine dritte Wagenwerkstätte mit 57 Arbeitsständen und einer Fläche von 10.000 Quadratmetern. Die Wagenwerkstätte war mit einer eigenen Schiebebühne und einem umfangreichen Gleisvorfeld parallel zum Birketweg ausgestattet. Dieses Gleisvorfeld und die im Norden des Werks gelegenen Abstellgleise wurden über ein Verbindungsgleis nach Westen direkt an den Rangierbahnhof München-Laim angeschlossen. Nördlich der dritten Wagenwerkstätte entstand eine kleinere, vierte Wagenwerkstätte, die zugleich als Lackiererei für lange Wagen diente. Für diese Werkserweiterungen lieferte die Maschinenbau-AG Nürnberg 1892 eine weitere Dampfmaschine. Von 1899 bis 1900 fand die letzte Erweiterung des Werks statt. Die Lokomotivmontierung wurde um ein nördlich anschließendes Gebäude mit 12 Ständen erweitert, das über der Schiebebühne auf dem bisherigen Freigelände errichtet wurde. Zugleich wurde die westlich davon gelegene Kesselschmiede um sechs Stände auf 26 Stände vergrößert. Nach Abschluss der Aufbauphase erstreckte sich das Werk ab 1900 schließlich auf einer Länge von 500 Metern zwischen der 1900 eröffneten Donnersbergerbrücke und der 1901 fertiggestellten Friedenheimer Brücke.

### Entlastung durch die Centralwerkstätte Aubing
Die Centralwerkstätte München war von Beginn an für alle größeren Reparaturen an Lokomotiven und Wagen im südlichen bayerischen Eisenbahnnetz verantwortlich, während für das nordbayerische Netz die Centralwerkstätte Nürnberg zuständig war. Der Eisenbahnverkehr und damit die Aufgaben der Centralwerkstätte im Laufe der Jahre immer weiter zu. Nach den Erweiterungen bis 1900 war eine weitere Ausdehnung der Werkstätte jedoch nicht mehr möglich. Am 24. Februar 1900 erließ die bayerische Regierung daher ein Gesetz zur Errichtung einer weiteren Centralwerkstätte in der westlich von München gelegenen Gemeinde Aubing, wodurch die Centralwerkstätte München entlastet werden sollte. Mit der Eröffnung der Centralwerkstätte Aubing am 1. Oktober 1906 begann zwischen beiden Werken eine Arbeitsteilung in der Wagenunterhaltung. Das Werk Aubing übernahm Teile der Güterwagenausbesserung, ab 1907 konnte die Münchner Centralwerkstätte die Ausbesserung von Personen-, Gepäck- und Postwagen sowie vorübergehend auch Triebwagen zum Teil an das Aubinger Werk abgeben. 1907 organisierten die Bayerischen Staatsbahnen die Centralwerkstätte neu und teilten sie in drei eigenständige Werkstätten-Inspektionen auf.
1913 war die Centralwerkstätte für die Unterhaltung von 557 Dampflokomotiven, 3198 Personen-, Gepäck- und Postwagen sowie 3404 Güterwagen zuständig. Bis zum Ersten Weltkrieg waren zwischen 1300 und 1600 Mitarbeiter im Werk beschäftigt. Durch den steigenden Verkehr und die zunehmende Notwendigkeit von Ausbesserungsarbeiten im Krieg stieg die Zahl der Beschäftigten bis 1918 auf ihren Höchstwert von 2000 Mitarbeitern.
Nach dem Zusammenschluss der Länderbahnen zur Deutschen Reichsbahn wurde die Centralwerkstätte ab 1920 als Hauptwerkstätte München bezeichnet. 1923 erhielt die Hauptwerkstätte zur Instandhaltung von Elektrolokomotiven eine zusätzliche Nebenwerkstätte, die südlich des Bw München Hbf an der Landsberger Straße errichtet wurde. Im Zuge von Rationalisierungsmaßnahmen fasste die Deutsche Reichsbahn am 1. Juni 1923 die drei Werkstätten-Inspektionen organisatorisch zum Reichsbahnausbesserungswerk München (RAW München) zusammen. Am 19. April 1927 gab das RAW München die gesamte Ausbesserung von Personen-, Gepäck- und Postwagen an das RAW Neuaubing ab, das aus der Centralwerkstätte Aubing hervorgegangen war. Die Güterwagenunterhaltung wurde hingegen von Neuaubing vollständig zurück nach München verlagert.

### Stilllegung des Werks und Nachnutzung
1925 umfasste das Ausbesserungswerk eine Fläche von 23,5 Hektar, von denen 6,6 Hektar überbaut waren. Die Länge der Freigleise betrug zuletzt 34 Kilometer. In den 1920er Jahren stieg die Zahl der zu unterhaltenden Fahrzeuge weiter an, eine Erweiterung des Ausbesserungswerks war jedoch nicht mehr möglich. Zudem wurden Teile des Werksgeländes für die wachsenden Gleisanlagen des Münchner Hauptbahnhofs benötigt. Es begannen daher Planungen zur Verlegung des RAW München an den Stadtrand. Auf dem Gelände der Firma Neumeyer entstand daher ab 1925 das Reichsbahnausbesserungswerk München-Freimann. Nach der Eröffnung des Freimanner Werks am 8. Oktober 1927 verlegte die Deutsche Reichsbahn von 1927 bis 1931 die Lokomotiv- und Güterwagenausbesserung sowie alle weiteren Aufgaben des alten Werks vollständig nach Freimann. 1928 wurde die Lokomotivabteilung geschlossen und zum 2. Mai 1930 die Centralwerkstätte als eigenständige Dienststelle aufgelöst. Lediglich die chemisch-mechanische Stoffprüfstelle als Teil der Materialbeschaffungs-Inspektion blieb auf dem Gelände des alten Werks bestehen.
Auf einem Teil des Werksgeländes richtete die Deutsche Reichsbahn ab 1931 das Bahnbetriebswagenwerk (Bww) München Hbf ein. Die übrigen leerstehenden Gebäude und Hallen wurden in der Folgezeit durch die Reichsbahn für andere Zwecke genutzt und an Privatfirmen vermietet.
Im Zuge der Umbauplanungen in der Zeit des Nationalsozialismus sollte in Laim ein neuer Hauptbahnhof entstehen, der den alten Kopfbahnhof ersetzen sollte. Um die Fläche für den neuen Bahnhof freizumachen, wurde das Gelände des ehemaligen Ausbesserungswerks von 1938 bis 1941 geräumt und die meisten Gebäude abgebrochen. Im Zuge der Räumung verlegte die Deutsche Reichsbahn das Bww München Hbf am 5. Mai 1941 auf ein neues Werksgelände in Pasing. Die letzten verbliebenen Gebäude des Werks wurden im Zweiten Weltkrieg durch die Luftangriffe auf München zerstört.
Das brachliegende Gelände des Ausbesserungswerks wurde nach dem Zweiten Weltkrieg weiterhin für Bahnzwecke genutzt. Am 28. September 1969 wurde auf dem Gelände der neue Postbahnhof mit der großen Paketumschlaghalle eröffnet. Am selben Tag nahm die Deutsche Bundesbahn die Abstellgruppe Friedenheimer Brücke des Münchner Hauptbahnhofs in Betrieb, die bis 1987 zur Vorstellgruppe Nord ausgebaut wurde. Bis 1971 entstand an der Richelstraße westlich der Donnersbergerbrücke das Gebäude der Bundesbahndirektion München. Im Zuge der Bahnreform ging das Gebäude an die Deutsche Bahn AG über. Verschiedene ihrer Tochtergesellschaften, wie DB Regio und DB Netz nutzen dieses Bürogebäude weiterhin als zentralen Standort für die Region Bayern bzw. Regionbereich Süd.

## Nebenwerkstätte
Mit dem Beginn der Streckenelektrifizierungen im Raum München errichtete die Deutsche Reichsbahn 1923 südlich des Bahnbetriebswerks München Hbf eine neue Nebenwerkstätte, die der Hauptwerkstätte unterstellt war. Zwischen der Landsberger Straße und der Verbindungsstrecke vom Hauptbahnhof zum Rangierbahnhof Laim entstand eine große Halle, die aus zwei viergeschossigen Kopfbauten mit eingebauten Schiebebühnen und einem dreigeschossigen Mittelteil bestand. Ab 1924 nahm die Gruppenverwaltung Bayern in der Nebenwerkstätte die Endmontage der neubeschafften Elektrolokomotiven der Baureihen E 32, E 52 und E 77 vor, ab 1926 wurde auch die Baureihe E 16 in der Werkstätte endmontiert. 1926 gelangten mit den Wechselstromtriebwagen elT 1101–1104 (später ET 85 01–04) die ersten Triebwagen in den Unterhaltungsbestand der Nebenwerkstätte. Die Triebwagenausbesserung wurde dabei in Arbeitsteilung mit dem Ausbesserungswerk Neuaubing durchgeführt. Die Nebenwerkstätte war für die Unterhaltung der elektrischen Ausrüstung zuständig, während der wagenbauliche Teil in Neuaubing instand gehalten wurde.
Ab 1927 wurde die Instandhaltung der Elektrolokomotiven in das neue Ausbesserungswerk München-Freimann verlegt, während die Triebwagenunterhaltung in der Nebenwerkstätte verblieb. Zum 1. Mai 1934 wandelte die Deutsche Reichsbahn die Nebenwerkstätte in die Betriebsabteilung München Hbf des RAW München-Freimann um. 1935 nahm die Betriebsabteilung die elektrischen Schnelltriebwagen der späteren Baureihen ET 25 und ET 31 in den Unterhaltungsbestand auf, 1936 folgten die späteren Baureihen ET 11 und ET 91. Auch diese Baureihen wurden in Arbeitsteilung mit dem RAW Neuaubing instand gehalten.
Im September 1953 wurde die Ausbesserung von Elektrotriebwagen in der Betriebsabteilung eingestellt und fortan direkt im Ausbesserungswerk Freimann durchgeführt. Die Halle der Nebenwerkstätte wurde in der Folge durch die Versuchsanstalt des Bundesbahn-Zentralamtes München genutzt. Nach der Verlegung der Versuchsanstalt nach Freimann 1995 wurde die alte Halle abgebrochen.